# Wonderland Kazkiri
Wonderland Kazkiri est un studio de développement de jeux vidéo japonais fondé en 2012 et basé à Tokyo.

## Ludographie
- 2012 : Afuro Tanaka Mōsō Kyacchi Gēmu
- 2013 : Tanaka Buchō ★ Tatsujin
- 2014 : Mr. Tanaka Coin Pusher
- 2014 : Zoo Korokoro
- 2015 : Ganbare! Ruru Roro
- 2015 : BlockQuest
BlockQuest est un RPG minimaliste pouvant faire penser à Half-Minute Hero ou Crossy Road[1]. Il intègre 48 équipements à collecter pour améliorer son personnage[2]. Il a reçu la note de 6/10 dans le magazine Canard PC[1].
- 2016 : Dungeon of Gravestone
Dungeon of Gravestone est un mélange de rogue-like et d'action-RPG en vue isométrique[3]. Il a reçu la note de 8/10 sur le site Pocket Gamer[4]. En septembre 2016, lors de sa sortie, il est devenu le deuxième jeu le plus populaire sur Android au Japon[5].